# فرضاخ عطر
الفِرْضَاخ العَطِر أو هاكية عطرة (الاسم العلمي:Hakea suaveolens) هي نوع نباتي يتبع جنس الفرضاخ من الفصيلة البروطية.